# (22694) Tyndall
(22694) Tyndall est un astéroïde de la ceinture principale.

## Description
(22694) Tyndall est un astéroïde de la ceinture principale. Il fut découvert le 26 août 1998 à La Silla par Eric Walter Elst. Il présente une orbite caractérisée par un demi-grand axe de 2,54 UA, une excentricité de 0,10 et une inclinaison de 14,9° par rapport à l'écliptique.

## Compléments